# Le Mystérieux Docteur Korvo
Pour plus de détails, voir Fiche technique et Distribution.
Le Mystérieux Docteur Korvo (Whirlpool) est un film américain réalisé par Otto Preminger, sorti en 1949.

## Synopsis
Ann Sutton est mariée au docteur William Sutton, psychanalyste en vue. Épouse modèle et comblée mais secrètement cleptomane, elle se fait attraper dans un grand magasin pour le vol d'une broche de forte valeur. Surgit alors M. Korvo qui la tire de ce mauvais pas et lui évite un scandale dont elle craignait qu'il entache la réputation de son mari et ruine la confiance qu'il place en elle. Se débrouillant pour la revoir, David Korvo qui se présente comme un docteur, se propose de la guérir de sa cleptomanie. Commencent alors des séances d'hypnose, en cachette de son mari, qui vont entraîner Ann dans une terrible machination.

## Fiche technique
- Titre original : Whirlpool
- Titre français : Le Mystérieux Docteur Korvo
- Réalisation : Otto Preminger
- Scénario : Ben Hecht et Andrew Solt d'après le roman Methinks the Lady publié en 1946 par Guy Endore  (en)
- Photographie : Arthur C. Miller
- Montage : Louis Loeffler
- Musique : David Raksin
- Direction artistique : Leland Fuller et Lyle Wheeler
- Décors : Thomas Little et Walter M. Scott
- Costumes : Oleg Cassini et Charles Le Maire
- Producteur : Otto Preminger
- Société de production : Twentieth Century Fox
- Pays de production :  États-Unis
- Langue : Anglais, Italien
- Format : Noir et blanc — 35 mm — 1,37:1 — Son : Mono (Western Electric Recording)
- Genre : Drame, policier, thriller, film noir
- Durée : 98 minutes
- Dates de sortie : 
  - États-Unis : 28 novembre 1949
  - France : 14 février 1951

## Distribution
- Gene Tierney : Ann Sutton
- Richard Conte : Docteur William Sutton
- José Ferrer : Docteur David Korvo
- Charles Bickford : Lieutenant Colton
- Barbara O'Neil : Theresa Randolph
- Eduard Franz : Martin Avery
- Constance Collier : Tina Cosgrove
- Fortunio Bonanova : Feruccio di Ravallo
- Ruth Lee : Mlle Hall
- Ian MacDonald : Inspecteur Hogan
- Bruce Hamilton : Lieutenant Jeffreys
- Alex Gerry : Docteur Peter Duval

Acteurs non crédités
- Myrtle Anderson : Servante d'Ann
- Clancy Cooper : Premier policier
- Roger Moore : Préposé aux empreintes digitales

### Critique
Le journaliste Gérard Camy fait la critique suivante : « Entre cauchemar et folie, confusion et détresse, l'actrice trouve ici un nouveau rôle à la mesure de sa beauté. Tout de sombre vêtue, les cheveux courts, le regard lointain, l’allure diaphane, le visage modelé par des clairs obscurs somptueux, elle subjugue. Sortant de chez elle sous hypnose pour s’enfoncer dans la nuit ou reprenant conscience, surprise et apeurée, dans un commissariat, elle est absolument saisissante en victime expiatoire. Peu importe que le scénario soit un peu lâche et Richard Conte (le mari) plutôt fade : l’intrigue est bien menée avec de nombreux rebondissements. À noter une des premières apparitions de Roger Moore en préposé aux empreintes digitales ».